# Georges Moustaki
Giuseppe Mustacchi  (llamado Iosif en griego, Youssef en el Registro Civil egipcio, Joseph en francés), conocido artísticamente como Georges Moustaki (Alejandría, 3 de mayo de 1934-Niza, 23 de mayo de 2013), fue un músico multiinstrumentista (principalmente guitarra, pero también acordeón y piano) y cantautor egipcio-francés que interpretaba canciones principalmente en francés y también en griego e inglés y, ocasionalmente, en alemán, árabe, español, italiano, portugués,  yidis, euskera y hebreo.

## Biografía
Nació en Alejandría, en el seno de una familia judeo-griega originaria de la isla de Corfú. Se crio en un ambiente multicultural (judío, griego, italiano, árabe y francés). Desde muy pronto sintió entusiasmo por la literatura y la canción francesa (especialmente por Édith Piaf). Se instala en París en 1951 y ejerce distintos trabajos. 
Escuchar cantar a Georges Brassens fue para él una revelación. Desde entonces le considerará su maestro, hasta el punto de adoptar su nombre (Georges) como nombre artístico. En 1958 conoció a Édith Piaf y escribió para ella la letra de una de sus canciones más populares, Milord. En la década de 1960 escribe canciones para los grandes nombres de la canción francesa, como Yves Montand o Barbara, pero, especialmente, para Serge Reggiani. De esta época son algunos de sus grandes éxitos: Sarah, Ma Solitude, Il est trop tard, Ma Liberté y La Dame brune, que interpretó a dúo con Barbara. 
En 1968 escribió, compuso e interpretó Le métèque (El extranjero), que marcó el relanzamiento de su carrera artística. En enero de 1970, celebró su primer concierto como estrella en la sala Bobino, un music hall de Montparnasse. Su popularidad iba en aumento. En 1973 aparece Déclaration, álbum inspirado en la música popular brasileña: el él se incluía la canción Les eaux de Mars, traducción de la canción Aguas de março con letra de Vinícius de Moraes y música del compositor Antônio Carlos Jobim. 
Moustaki está cercano a los movimientos trotskistas, como demuestra su canción Sans la nommer, en la que personificaba la revolución permanente, una de las teorías principales de León Trotski. Durante los tres decenios siguientes recorrió el mundo para actuar, pero también para encontrar nuevas fuentes de inspiración. Escribe, entre otras canciones, La vieillesse («La vejez») a los cincuenta años. Las simpatías de Moustaki era más afines con las ideas anarquistas, como se refleja en sus canciones «Ma Liberté» y «Sacco y Vanzetti» y en su participación en el movimiento de Mayo del 68, junto a las banderas negras.
En el año 2000 graba en el disco Y rodará el mundo, de la cantautora catalana Marina Rossell, el tema «Les anges son tres a la mode», y comparten juntos el escenario del Palacio de la Música Catalana de Barcelona en 2007 interpretando en catalán la canción Vagabond. 
El 13 de octubre de 2011, Georges Moustaki comunicó oficialmente que, por problemas respiratorios, no podría seguir cantando.
Moustaki falleció el 23 de mayo de 2013 en Niza a los setenta y nueve años de edad. Fue enterrado en el cementerio Père-Lachaise de París.

## Influencias
En 2011, Marina Rossell grabó Marina Rossell canta Moustaki. El álbum recoge las canciones más conocidas del cantante francés adaptadas al catalán por Josep Tero, Pelai Ribas, Lluís Llach y Véctor Obiols.

## Discografía

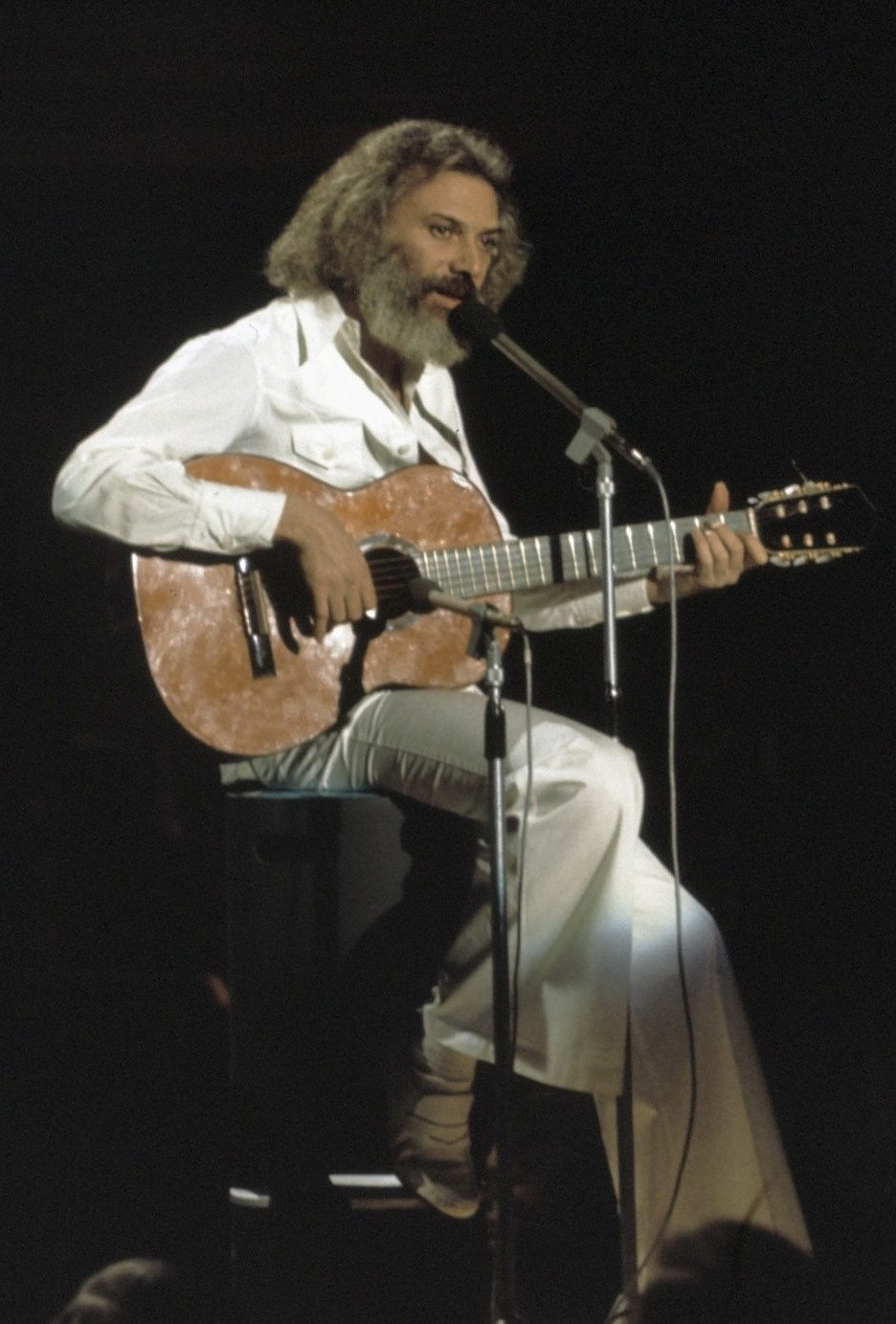
Georges Moustaki, 1974.

A lo largo de su vida, Moustaki publicó 30 álbumes originales, entre elepés (de 1961 a 1988) y cedés (de 1992 a 2008).
- Les orteils au soleil 1961 Ducretet Thomson (Les musiciens, Éden blues...)
- Le Métèque 1969 Polydor (Ma solitude, Le facteur...)
- Lo straniero 1970 Polydor (Moustaki in italiano)
- El extranjero 1970 Polydor (Moustaki en español)
- Bobino 70 1970 Polydor (En directo en el Bobino de París)
- Il y avait un jardin 1971 Polydor (En Méditerranée, Nous sommes deux...)
- Danse 1972 Polydor (La ligne droite, Dix-sept ans...)
- Déclaration 1973 Polydor (Nadjejda, Les eaux de mars...)
- Concert 1973 Polydor (En directo en el Olympia de París)
- Live in Japan 1974 Polydor (En directo en el TBS Hall de Tokio)
- Les amis de Georges 1974 Polydor (Sans la nommer, Sarah...)
- Moustaki Live 1975 Polydor (En directo en el Bobino de París)
- Humblement il est venu 1975 Polydor (Flamenco, La philosophie...)
- Alexandrie 1976 Polydor (Chanson cri, Faire cette chanson...)
- Espérance 1977 Polydor (Bahía, Rock'n'roll raté...)
- Olympia 1978 Polydor (En directo en el Olympia de París)
- Si je pouvais t'aider 1979 Polydor (La Seine la Cène la scène, Filles d'Ève...)
- Et pourtant dans le monde 1979 Polydor (L'île habitée, Reprends ta vieille guitare...)
- C'est là 1981 Polydor (La vieillesse, Heureusement qu'il y a de l'herbe...)
- Moustaki & Flairck 1982 Polydor (Chansons, Pêcheur...)
- Pornographie 1984 Polydor (Sanfoneiro, Lazy blues...)
- Joujou 1986 Blue Silver (Nous voulions, L'Espagne au cœur...)
- Moustaki au Dejazet 1988 EPM (En directo en el TLP Dejazet de París)
- Méditerranéen 1992 Polygram (Boucle d'oreille, Je passe...)
- Tout reste à dire 1996 Tristar/Sony (Chaque instant est toute une vie, Gentle Jack...)
- Olympia 2000 2000 Polydor (En directo en el Olympia de París)
- Presqu'en solo 2003 Troubadour Records (En directo en la Filarmónica de Berlín)
- Odéon 2003 Virgin (Quand j'étais un voyou, Emma...)
- Vagabond 2005 Virgin (Les mères juives, J'aimerai la vie...)
- Solitaire 2008 EMI (Le temps de nos guitares, L'inconsolable...)

Los principales discos recopilatorios son:
- Racines et errances Polygram 1989 Canciones 1969-1984
- Sagesses et chemins de fortune Polygram 1989 1969-1984
- Jardins secrets et terres promises Polygram 1989 1969-1984
- Voyages et rencontres Polygram 1989 1969-1984
- Ma liberté Polydor 1993 1969-1979
- Les enfants du Pirée EMI 1997 1960-1966
- De Shangaï à Bangkok EMI 1997 1960-1966
- Dans mon hamac EMI 1997 1960-1966
- Le métèque 3CD Polydor 1998 1969-1984
- Un métèque en liberté 2CD Polydor 2000 1969-1984
- Il y avait un jardin Polydor 2001 de 1969 a 1982
- Tout Moustaki ou presque 10CD Polydor-Universal 2002 1961-1996
- Alexandrie. Initiation au voyage CD-DVD Polydor 2003 1969-1996
- Les 50 plus belles chansons 3CD Polydor 2008 1969-1984

(Fuente: "Moustaki. Viatge en 50 cançons" La Busca Edicions)

### Música para películas
Georges Moustaki ha hecho dos incursiones en el mundo del cine como protagonista de dos películas: Mendiants et orgueilleux (Jacques Poitrenaud, 1971) y Livingstone (Jean Chapot y Nelly Kaplan, 1981). Otros filmes donde aparece en algún pequeño papel son: Trans Europe Express (Yutaka Ohara, 1983), Les mouettes (Jean Chapot, 1990), El conde de Monte-Cristo (Josée Dayan, 1998), Alla rivoluzione sulla Due Cavalli (Maurizio Sciarra, 2001), Akoibon (Edouard Baer, 2004) y Navarro (serie de TV, Philippe Davin, 2004).
Como compositor ha escrito música para las siguientes películas:
- Les chiuchachas (cortometraje de Henri Garcin, 1961)
- Jusqu'au bout du monde (François Villiers, 1962)
- Le roi du village (Henri Gruel, 1962)
- Vingt-quatre heures d'amant (cortometraje de Claude Lelouch, 1964)
- Mon filleul et moi (serie de TV de Jean Laviron, 1965)
- Comme au premier jour (cortometraje de Alain Lartigue, 1965)
- Cécilia, médecin de campagne (serie de TV de André Michel, 1966)
- Le temps de vivre (Bernard Paul, 1968)
- L'Américain (Marcel Bozzuffi, 1969)
- La fiancée du pirate (Nelly Kaplan, 1969)
- Les hors-la-loi (Tewfik Farès, 1969)
- Laure (serie de TV de Moshé Mizrahi, 1969)
- Solo (Jean-Pierre Mocky, 1969)
- Le pistonné (Claude Berri, 1970)
- Le client de la morte saison (Moshé Mizrahi, 1970)
- Mendiants et orgueilleux (Jacques Poitrenaud, 1971)
- Le trèfle à cinq feuilles (Edmond Freess, 1972)
- Rachel's man (Moshé Mizrahi, 1974)
- Le renard à l'anneau d'or (serie de TV de Teff Erhat, 1975)
- Au bou du bout du banc (Peter Kassovitz, 1979)
- Livingstone (Jean Chapot y Nelly Kaplan, 1981)
- Cités à la dérive (serie de TV de Robert Manthoulis, 1984)
- Le ressac (serie de TV de Charles Paolini, 1984)
- J'ai oublié de te dire (Laurent Vinas-Raymond, 2008)

También ha escrito la música de las obras de teatro siguientes:
- Les caisses ! qu'est-ce? (Jean Bouchaud, 1966)
- Les caprices de Marianne (Alfred de Musset, 1967)
- Dioclès (Jacques Audiberti, 1967)
- L'opera de papier (Lou Bonin, 1968)
- Théodore (1988)
- Le cadeau (1988)

(Fuente: "Moustaki. Viatge en 50 cançons" de Pelai Ribas. La Busca Edicions)